# Sheri Moon Zombie
 (mars 2021).
Si vous disposez d'ouvrages ou d'articles de référence ou si vous connaissez des sites web de qualité traitant du thème abordé ici, merci de compléter l'article en donnant les références utiles à sa vérifiabilité et en les liant à la section « Notes et références ».
Sheri Lyn Skurkis dite Sheri Moon puis Sheri Moon Zombie, est une actrice américaine et styliste née le 26 septembre 1970. Elle change[Quand ?] légalement[réf. nécessaire] son nom en « Sheri Moon » puis en « Sheri Moon Zombie » après son mariage avec le musicien et réalisateur Rob Zombie.

## Biographie

### Jeunesse et formation
Sheri Moon Zombie est née à San José en Californie. Plus jeune, ses parents déménagent et elle est élevée dans le Connecticut, elle étudie à la Connecticut School of Broadcasting pour être doubleur de cartoon et vidéo-jockey pour MTV. Malgré tout, elle quitte le Connecticut à dix-sept ans pour partir en Californie.

### Carrière
Après différents petits boulots, Sheri Moon Zombie rencontre son futur mari Rob Zombie grâce à des amis communs. Elle décide de le suivre sur les tournées de son groupe d'alors White Zombie, et lorsque le groupe de Zombie se sépare, elle devient danseuse et créatrice des costumes sur la tournée du nouveau groupe solo de Rob Zombie.
Avec la renommée grandissante de Rob Zombie, elle participe à tous les clips vidéo de son compagnon, et fait la couverture des albums American Made Music to Strip By ainsi que du single Demon Speeding. Elle participe aussi au clip de Black Label Society Stillborn et celui de Prong Rude Awkakening.
En 2003, Moon fait sa première apparition au cinéma dans le film de Rob Zombie La Maison des mille morts dans lequel elle joue le rôle de Baby Firefly alias Vera-Ellen. Bien qu'elle affirme ne jamais avoir eu d'aspiration à être comédienne, elle joue ensuite dans un seul et unique film sans Rob Zombie, Toolbox Murders de Tobe Hooper.
En 2005, elle reprend ensuite son rôle de Baby Firefly dans la suite de La Maison des mille morts, The Devil's Rejects. Le film est un succès et Sheri Moon gagne un Scream Awards du meilleur méchant. De plus elle gagne un Fuse/Fangoria Chainsaw Award pour son duo avec Bill Moseley.
En mai 2006, Moon crée sa propre ligne de vêtement dénommée Total Skull.
En 2007, elle apparaît dans le remake du classique des films d'horreur Halloween dirigé et écrit par son mari Rob Zombie. Elle joue le rôle de la mère de Michael Myers, Deborah Myers, qu'elle reprend également, en 2009, dans la suite Halloween 2. Elle a fait aussi une apparition dans le premier épisode de la deuxième saison de la série Californication et dans un épisode de la huitième saison de la série Les Experts : Miami, dont l'épisode est réalisé par Rob Zombie.
En 2019, elle reprend son rôle de Baby Firefly pour la suite de La Maison des mille morts et The Devil's  Rejects, intitulée 3 from Hell.

### Vie privée
Le 31 octobre 2002, Sheri Moon Zombie et Rob Zombie se sont mariés, jour d'Halloween. 
Elle et Rob Zombie sont véganes.
En 2005, elle est apparue dans le magazine Playboy. Elle est classée septième dans le classement Maxim des Plus belles femmes de film d'horreur.

## Filmographie

### Longs métrages
- 2003 : La Maison des mille morts de Rob Zombie : Baby Firefly
- 2004 : Toolbox Murders de Tobe Hooper : Daisy Rain
- 2005 : The Devil's Rejects de Rob Zombie : Baby Firefly
- 2007 : Grindhouse (fausse bande-annonce Werewolf Women of the S.S.) de Rob Zombie, Quentin Tarantino, Robert Rodriguez, Edgar Wright et Eli Roth : Eva Krupp
- 2007 : Halloween de Rob Zombie : Deborah Myers
- 2009 : Halloween 2 de Rob Zombie : Deborah Myers
- 2009 : The Haunted World of El Superbeasto de Rob Zombie : Suzi-X (voix)
- 2013 : The Lords of Salem de Rob Zombie : Heidi Hawthorne
- 2016 : 31 de Rob Zombie : Charly
- 2019 : 3 from Hell de Rob Zombie : Baby Firefly
- 2022 : The Munsters de Rob Zombie : Lily Munster

### Séries télévisées
- 2008 : Californication (saison 2, épisode 1) : l'infirmière
- 2010 : Les Experts : Miami (saison 8, épisode 16) : Olivia Burch